# Kenya címere

Kenya címere

Kenya címerét 1963. október 15-étől használják mint állami felségjelvényt. Két oldalt egy-egy oroszlán öleli, maszáj lándzsát tartva a mancsukban a maszáj pajzs formájú, háromosztatú, fekete-vörös és zöld sávokból álló címert, csakúgy mint Kenya zászlaján. A vörös mezőben jobbra néző, lábával fejszét tartó fehér kakas áll. A háttérben a Kenya-hegy körvonala látható, alatta a „HARAMBEE” mottó (a. m. „Dolgozzunk együtt!”) olvasható.